# Casa de Chaplain
La Casa de Chaplain (en inglés: Chaplain's House) es una casa histórica ubicada en San Diego, California. La Casa de Chaplain se encuentra inscrita en el Registro Nacional de Lugares Históricos desde el 24 de noviembre de 1978.

## Ubicación
Casa de Chaplain se encuentra dentro del condado de San Diego en las coordenadas 32°45′02″N 117°09′20″O / 32.750556, -117.155556.